# شهرستان هنگفنگ
شهرستان هنگفنگ (به لاتین: Hengfeng County) یک منطقهٔ مسکونی در چین است که در شانگراو واقع شده‌است.